# Copa del Món de Rugbi de 2023
La Copa del Món de Rugbi 2023 serà la desena Copa del Món de Rugbi.

## Candidatura
Diversos països van mostrar la seva intenció de ser la seu de la copa del món de rugbi de 2023 i 2027. inicialment, estava previst que les dues seus fossin escollides conjuntament, tal com es va fer per l'elecció de les edicions de 2015 i 2019.Finalment, però, la elecció tan sols es feu per l'edició de 2023. El calendari d'elecció és el següent:
| Data                                    | Acte                                             |
| --------------------------------------- | ------------------------------------------------ |
| 14 de Maig de 2015 – 15 de Juny de 2015 | Federacions mostren l'interés                    |
| 3 de juliol de 2015                     | World Rugby confirma les candidatures            |
| maig de 2016                            | World Rugby anuncia les bases de la convocatòria |
| Juny 2016                               | Deadline per presentar les candidatures          |
| novembre de 2017                        | Anunci de les seus escollides                    |

## Candidatures
El 3 de juliol de 2015, la World Rugby Ltd, anunciava que hi havia quatre candidatures a organitzar les copes del món de 2023 i 2027. Aquestes eren:
- França
- Irlanda
- Itàlia
- Sud-àfrica

Val a dir que els Estats Units i Argentina, varen plantejar la seva candidatura però que finalment, no van arribar a concretar l'interès per aquesta, abandonant així la cursa.
Posteriorment seria Itàlia qui abandonaria la cursa per celebrar el torneig, per tant serien al final tres les candidatures a ser seu de la fase final del mundial de 2023.

### Elecció
| Elecció de la seu de la Copa del Món de Rugbi de 2023. 17 de novembre de 2017, Londres (Regne Unit) |            |           |           |
| País                                                                                                | País       | Votacions | Votacions |
| País                                                                                                | País       | Ronda 1   | Ronda 2   |
| FRA                                                                                                 | França     | 18        | 24        |
| RSA                                                                                                 | Sud-àfrica | 13        | 15        |
| Ireland rugby                                                                                       | Irlanda    | 8         | eliminada |

La elecció final, es va fer a Londres (Regne Unit) el 15 de novembre de 2017. A la votació final s'arribava després que la junta directiva de la World Rugby hagués elevat un informe prescriptiu en que indicava que la millor candidatura era la sud-africana. Irlanda, que no havia estat mai seu d'una copa del món fou eliminada després de la primera ronda, quan va obtenir només vuit dels 39 sufragis possibles, enfront dels 13 de Sud-àfrica i 18 de França. A la segona ronda, els francesos es van imposar per 24-15 als africans aconseguint la nominació.

## Seus

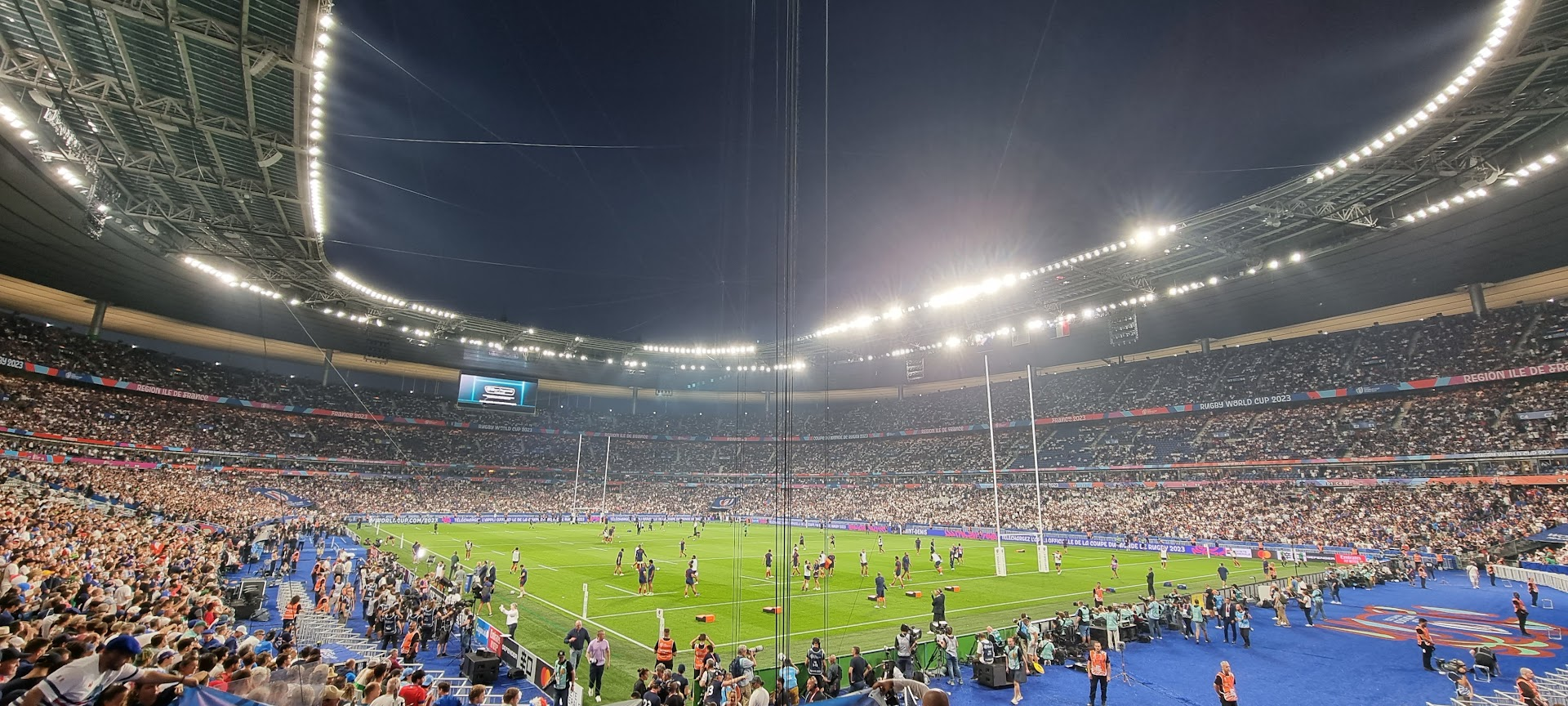
Partit entre Nova Zelanda i França el 8 de setembre a Stade de France.

### Estadis
- Bordeus : Stade Matmut Atlantique
- Décines-Charpieu : Parc Olympique lyonnais
- Marsella : Stade Vélodrome
- Nantes : Stade de la Beaujoire
- Niça : Allianz Riviera
- Saint-Denis : Stade de France
- Saint-Étienne : Stade Geoffroy-Guichard
- Tolosa de Llenguadoc : Stadium Municipal de Toulouse
- Villeneuve-d'Ascq : Stade Pierre-Mauroy